# Ramose (písař)
| D21 · D36 | N5 · Z1 | F31 | S29 | A1 |

| D21 · D36 | N5 · Z1 | F31 | S29 | A1 |

Ramose byl písař ve starověkém Egyptě žijící v období 1. poloviny 19. dynastie v době Nové říše. Za vlády Ramesse II. zastával důležitý úřad „písaře hrobky“ v dnešní Dér el-Medíně, kde se nacházela vesnice dělníků pracujících na budování královských hrobek v nedalekém Údolí králů. Tak jako její ostatní obyvatelé ani on nebyl nijak výjimečný; jeho životní dráha je ovšem díky archeologickým nálezům na této specifické lokalitě zdokumentována lépe než u soudobých soukromých osob žijících na jiných místech Egypta.
Ramoseho rodiče se jmenovali Amenemheb a Kakai. Rodina nepocházela z Dér el-Medíny, i když Ramose sám už před příchodem do vesnice na vesetské nekropoli působil – pracoval v zádušním chrámu panovníka Thutmose IV. Patrně byl velmi schopný, protože vezír Paser jej jmenoval do úřadu „písaře hrobky“. O Ramoseho oblibě v tamní komunitě svědčí to, že je zmiňován v hrobkách a na pohřebních stélách jiných obyvatel. Sám nechal vybudovat 3 hrobky: TT 7, v níž byl pohřben, a TT 212 a TT 250 k pohřbu svých dvou příbuzných a snad i svého personálu.
Jeho manželka se jmenovala Mutemwia. Manželství zůstalo bezdětné, ačkoli si děti přáli; svědčí o tom votivní dar bohyni Hathoře v podobě dřevěného falu jako prosba o plodnost. Ramoseho nástupcem v úřadu se stal jeho žák a možná i adoptivní syn Kenherchepešef.